# Orthogoneptus mineri
Orthogoneptus mineri är en mångfotingart som beskrevs av Chamberlin 1941. Orthogoneptus mineri ingår i släktet Orthogoneptus och familjen Spirostreptidae. Inga underarter finns listade i Catalogue of Life.